# Brachythecium pinnatum
Brachythecium pinnatum är en bladmossart som beskrevs av Hugh Neville Dixon 1920. Brachythecium pinnatum ingår i släktet gräsmossor, och familjen Brachytheciaceae. Inga underarter finns listade i Catalogue of Life.